# Kriwitschen
Die Kriwitschen (russisch кривичи, wiss. Transl.: kriviči) waren ein ostslawischer Stamm,
der an der oberen Düna um Polazk im heutigen Belarus sowie am oberen Dnepr um Smolensk im heutigen westlichen Russland siedelte. Möglicherweise sind sie mit dem von Herodot so bezeichneten Volk der Crobyzi Thraces identisch.

## Verbreitungsgebiet

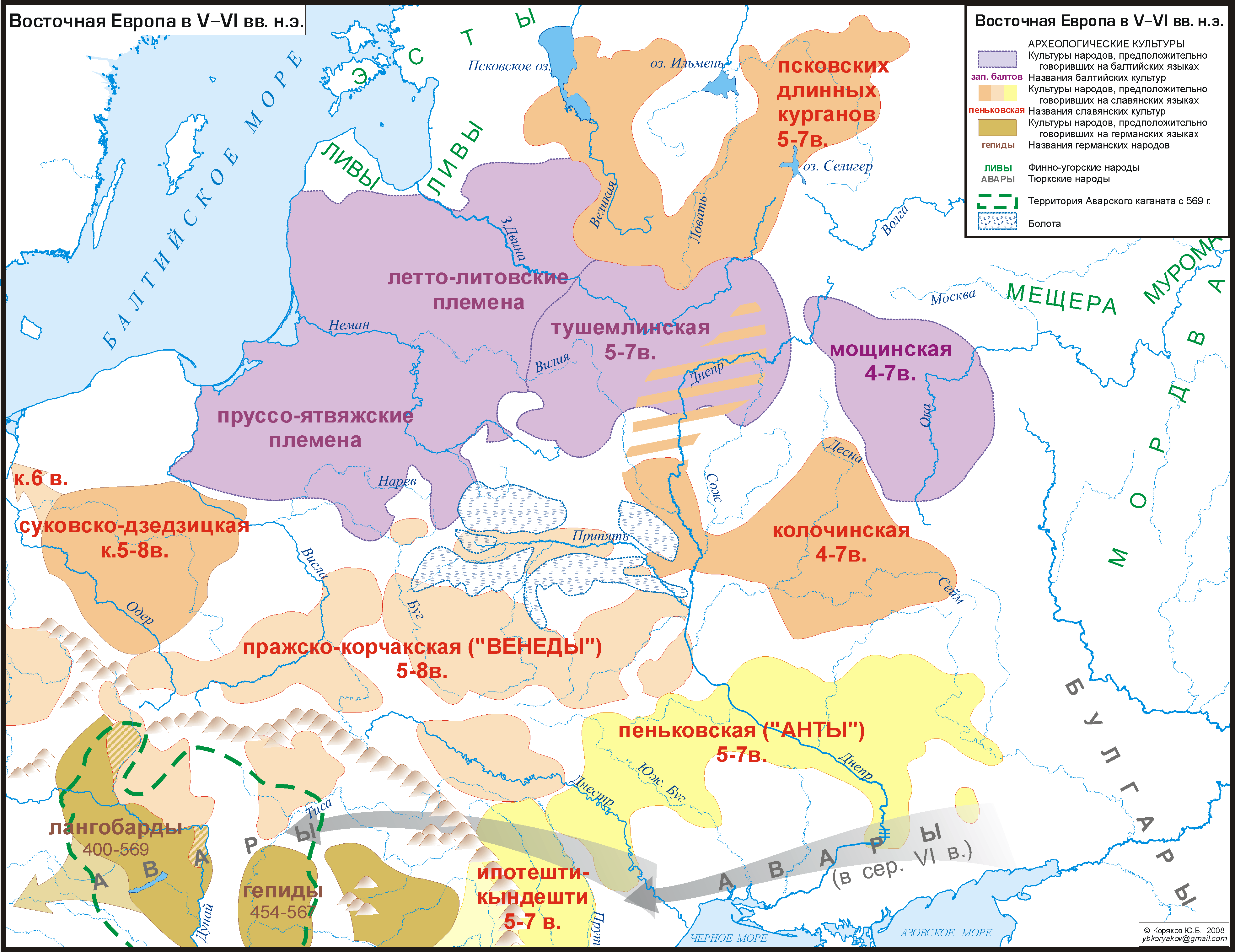
Kultur der Lang-Kurgane

Kriwitschen siedelten nach der Nestorchronik in verschiedenen Gebieten
- an der unteren Düna um Polozk
- am unteren Dnepr um Smolensk
- an der Wolga.

Archäologische Forschungen vermuten aufgrund charakteristischer Lang-Kurgane (Hügelgräber mit länglicher Form, 50 m × 7 m × 1 m) Siedlungen der Kriwitschen auch
- im Gebiet um Pskow entlang der Welikaja.

Die estnische Archäologin M. Aun setzt die Entstehung dieser Lang-Kurgane im Gebiet des östlichen Estland östlich des Peipussees im 1. Jahrtausend an, der russische Archäologe W. W. Sedow unterscheidet zwei Gruppen von Kurganen: eine am Peipussee um Pskow (6./7. Jhd.) (Siedlungsgebiet der Tschuden) und eine spätere an oberer Dwina und Dnjepr (8./9. Jhd.) (Siedlungsgebiet der Kriwitschen).

## Herkunft
Der Name leitet sich möglicherweise aus dem Baltischen her. Das gesamte Gebiet entlang der Düna war baltisches Siedlungsgebiet. Auch archäologische Funde ergaben baltische Elemente in der materiellen Kultur. Daraus ergibt sich die Möglichkeit einer ursprünglich baltischen Herkunft eines Teils der Kriwitschen.

## Geschichte
Laut Nestorchronik riefen im Jahr 862 die Kriwitschen zusammen mit ihren Nachbarn, den ostseefinnischen Tschuden und Wes, sowie den Ilmenslawen die skandinavischen Waräger dazu auf, über sie zu herrschen. Sie waren eines der wichtigsten Stämme, die im Rahmen der slawischen Ostsiedlung die heutigen zentralrussischen Gebiete zwischen der Wolga und der Oka besiedelten, die den Kern des späteren Großfürstentums Wladimir-Susdal darstellten. Nördlich von ihnen erfolgte die slawische Kolonisierung durch die Ilmenslawen, im Süden grenzten sie an die Wjatitschen. Wie bei den meisten ostslawischen Stämme verschwindet ihre Erwähnung ab dem 12. Jahrhundert aus den Chroniken, was viele Historiker als Zeugnis der stattgefundenen Herausbildung eines altrussischen Volkes sehen.

## Sonstiges
Wahrscheinlich nach den Kriwitschen heißt Russland in der lettischen Sprache Krievija.